# Grimaldi
Gruppo Grimaldi je italijanska ladijska družba s sedežem v Neaplju. Podjetje je bilo ustanovljeno leta 1947, sicer je bil družina Grimaldi povezana z ladjarstvom že od leta 1348.

## Družbe skupine Grimaldi
- Grimaldi Lines - Ro-Ro ladje in trajekti
- Atlantic Container Line - kontejnerska linija v Severnem Atlantiku
- Minoan Lines - trajekti v Mediteranskem morju
- Finnlines - trajekti v Baltiškem morju
- Malta Motorways of the Sea - trajekti v Mediteranskem morju